# عنق العضد التشريحي
عنق العضد التشريحي (بالإنجليزية: Anatomical neck of humerus)‏ هو انحسار بسيط في محيط العظم بعد رأس عظم العضد، ويتوجه عادة بشكل مائل مكونا زاوية منفرجة مع جسم عظم العضد.
أفضل علامة لتحديد موضع العنق هو النصف السفلي من محيطه، حيث يكون محيط العظم أسفله أكثر اتساعاً. في النصف العلوي من محيط عنق العضد التشريحي يوجد ثلم ضيق (أخدود) يفصل بين رأس عظم العضد عن الحديبتين: حديبة العضد الصغيرة وحديبة العضد الكبيرة.
يتيح عنق العضد التشريحي الاتصال بالمحفظة المفصلية لمفصل الكتف (الحُقّي العضدي)، وهو مثقب من قِبَل العديد من ثقوب الأوعية الدموية.
كسر عنق العضد التشريحي نادراً ما يحدث.

## صور

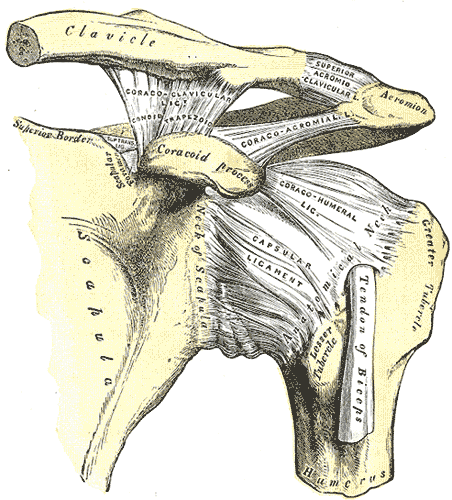
الكتف الأيسر والمفاصل الأخرمية الترقوية وأربطة لوح الكتف.
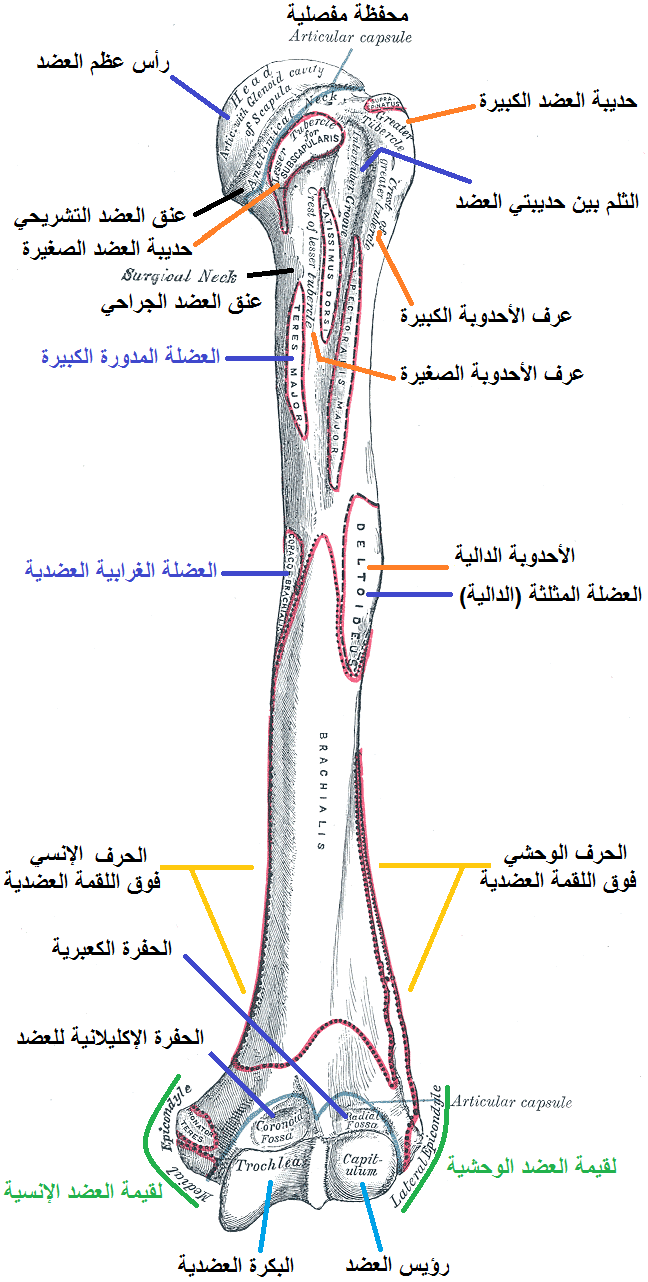
رسم توضيحي  لعظمة العضد
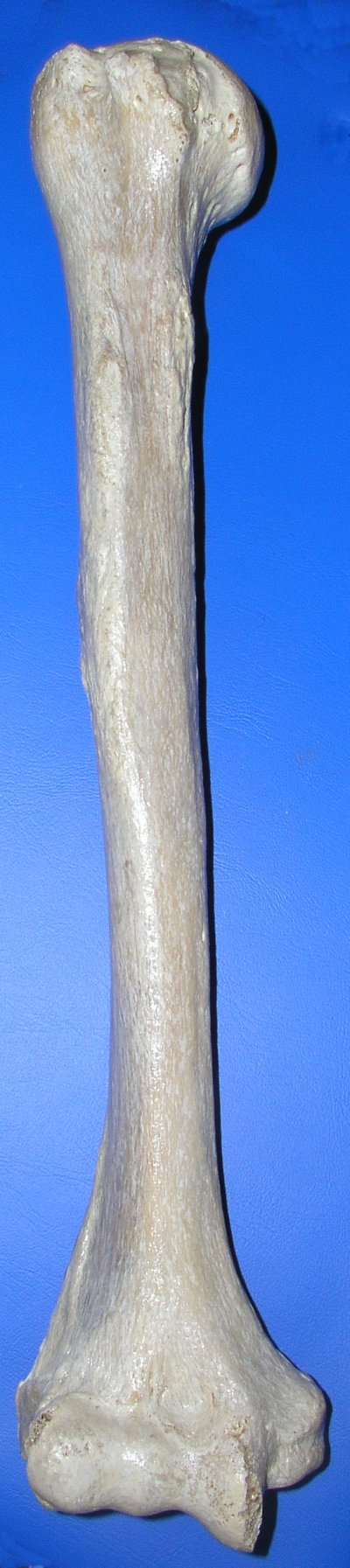
منظر أمامي لعظمة العضد (يمني)
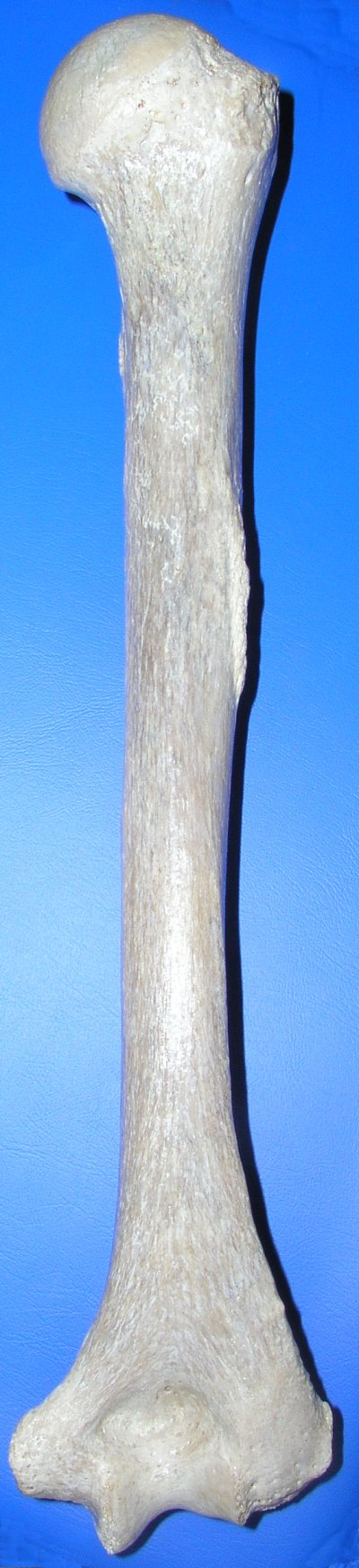
منظر خلفي لعظمة العضد (يمني)
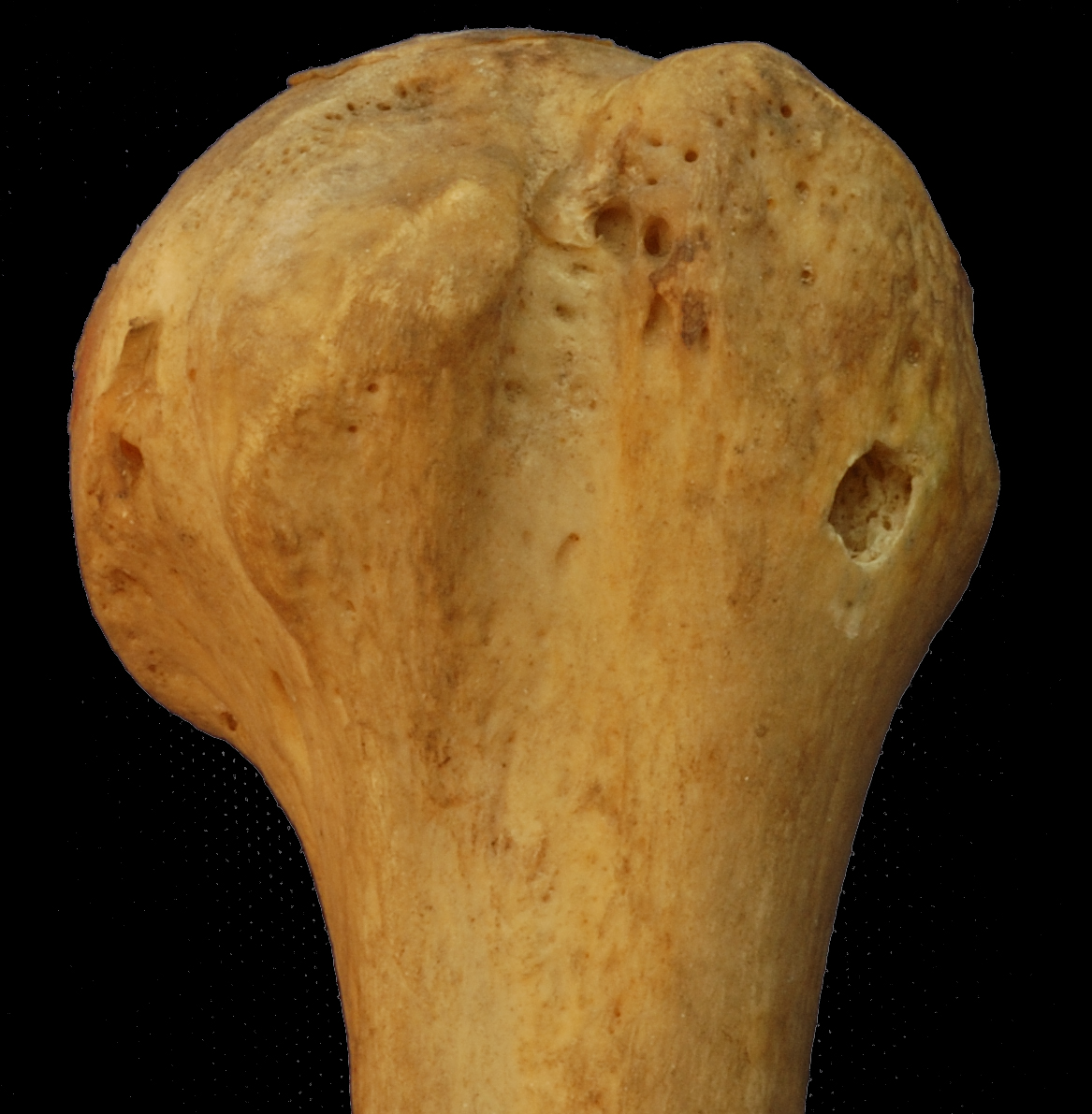
رأس عظم العضد. عرض أمامى.

## وصلات خارجية
- درسٌ تشريحي حول radiographsul مُعدٌ بواسطة ويسلي نورمان (جامعة جورجتاون). (xrayleftshoulder)